# یانیک آنییل
یانیک آنییِل (به فرانسوی: Yannick Agnel) (زادهٔ ۹ ژوئن ۱۹۹۲) شناگر اهل فرانسه است.